# Paddy Lane
Paddy Lane (n. 7 septembrie 1934, County Clare, Munster⁠(d), Irlanda – d. 23 iulie 2012, Limerick, Munster⁠(d), Irlanda) a fost un om politic irlandez, membru al Parlamentului European în perioada 1989-1994 din partea Irlandei.
1. 1 2  Patrick (' Paddy') Lane, Dictionary of Irish Biography